# 聯合電視
聯合電視（英語：Associated Television），簡稱ATV，是英國的一家電視業者，曾是獨立電視網（ITV）成員。聯合電視在1955年至1968年是倫敦週末和米德蘭的獨立電視網（ITV）特許經營權業者，在1968年至1982年是米德蘭全週的ITV特許經營權業者。1968年之前，聯合電視是ITV四巨頭之一。1968年之後則是ITV五巨頭之一。1982年，ATV重組並更名為中部獨立電視，繼續服務米德蘭地區。
ATV是最初從獨立電視局（ITA）獲得ITV特許經營權的業者之一，自1955年9月24日開播，也是第二家開播的ITV業者。當時ATV僅提供倫敦地區週末的ITV服務。1956年2月17日開始，ATV開始提供米德蘭地區週末的ITV服務。1968年7月30日開始，這一服務改為米德蘭全週的ITV服務。

## 歷史

### 創立
聯合電視是聯合廣播開發公司（Associated Broadcasting Development Company，ABDC）、電視節目有限公司（Incorporated Television Programme Company，ITPC）兩家公司合併的產物。這兩家公司均申請獲得ITV特許經營權。ABDC中標，但缺乏資金。獨立電視局因此邀請ITPC加入ABDC。新公司最初名為聯合廣播公司（Associated Broadcasting Company，ABC），但因ABC已有其它公司註冊，因此在開播後改為聯合電視（Associated TeleVision Ltd，ATV）。聯合電視的「眼睛標誌」受到CBS標誌的啟發，據稱是由盧·格瑞德（Lew Grade）在從美國返回英國的跨大西洋航班上設計。這一標誌也是廣播界最著名的標誌之一。

1968年時ATV的兩個播出區域：
ATV倫敦
ATV米德蘭

### 廣播
ABC於1955年9月24日開始播出，並於同年10月8日開始以ATV名稱播出。當時ATV擁有倫敦週末和米德蘭平日兩個獨立電視特許經營權，後者與1956年2月17日開播。由於最初兩年的巨額虧損和初期成本，該公司陷入財務困境。倫敦平日的ITV特許經營權業者聯合-麗的部分負擔了ATV的虧損。1966年時，ATV成為聯合通訊公司（Associated Communications Corporation ，ACC）的子公司。ATV製作的節目多是綜藝和娛樂節目。在1968年的ITV特許經營權競標中，倫敦週末電視取代ATV，獲得倫敦週末的ITV特許經營權。但ATV在米德蘭的ITV特許經營權得到延續，並且延長為全週契約。

### 特許經營權的終結
在1970年代，ATV因缺乏本地節目而受到批評，且尤以東米德蘭地區情況更為嚴重。1980年，獨立廣播局（IBA）以ATV缺乏本地節目製作為由，要求新的特許經營權申請者必須更明確的立足於本地，並在東米德蘭、西米德蘭均有獨立設施。對此ACC設立了一家空殼公司ATV米德蘭（ATV Midlands Limited），成功中標米德蘭地區的ITV特許經營權。但作為中標條件，ACC被迫出售49%的持股和在埃爾斯特里的攝影棚，並對公司進行更名，以證明這是一家全新的公司。1982年1月1日深夜0時34分，ATV停播。同一天早晨9時25分，重組後的新公司中部獨立電視開播。
在1980年代和1990年代，卡爾頓通信股份收購了舊ACC的大部分資產，包括ATV商標和公司名、ATV新聞檔案。並在1999年1月初併購了節目檔案。2002年，格拉納達股份和卡爾頓合併。全部ATV檔案館的節目均由兩家公司合併誕生的獨立電視公司所有。ATV及中部獨立董事的地方新聞存檔和部分地區節目保存在諾丁漢大學的英格蘭中部媒體檔案館。

## 攝影棚

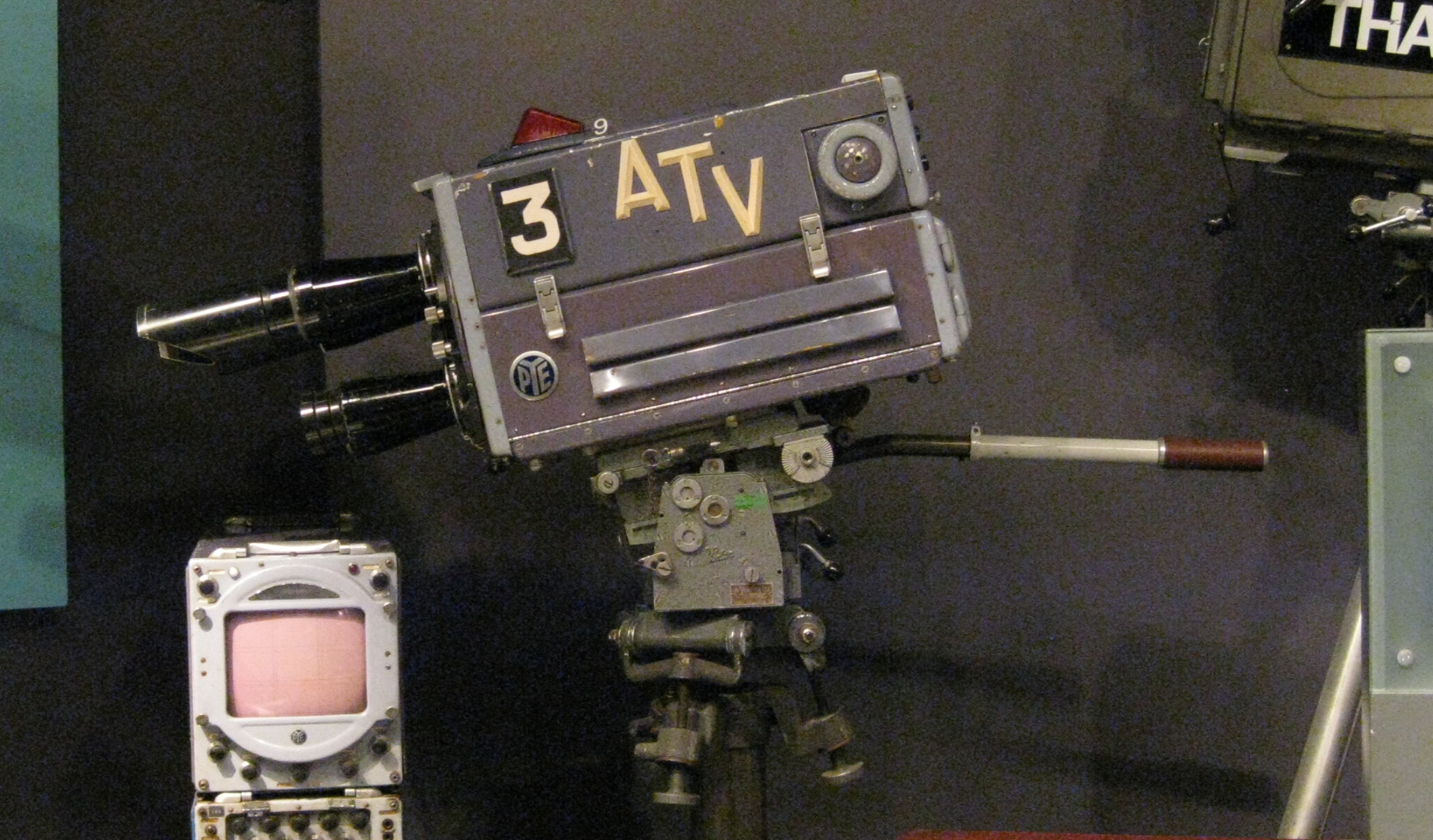
國家媒體博物館內的ATV攝像機

在其大部分播出時間內，ATV的主要節目製作中心位於赫特福德郡的埃爾斯特里攝影棚。該攝影棚在1958年5月被ATV收購。此前ATV在倫敦的多個攝影棚製作節目。而ATV在米德蘭的主要攝影棚則最初位於伯明翰的阿斯頓，由ATV和ABC週末電視共同所有。2011年，英格蘭中部媒體檔案館（MACE）上映了一部關於ATV中心的紀錄片。
1983年，埃爾斯特里攝影棚以約700萬英鎊的價格出售給BBC。現在這裡是肥皂劇《東區人》的製作地點。

## 子公司

### ATV音樂
除了電視事業之外，ATV擁有一音樂出版子公司ATV音樂（ATV Music）。該公司因ATV收購Pye唱片的大量股份而創建，最初出版和其電視節目有關的音樂作品。該公司後成為一獨立公司，並收購包括披頭四樂隊歌曲出版商Northern Songs在內的其它唱片公司。1985年，迈克尔·杰克逊收購了ATV音樂。後該公司被併入索尼/ATV音樂出版。

## 外部連結
- sub-TV (unofficial history site)
- Independent TeleWeb ATV history page （页面存档备份，存于）
- ATV at TV Ark
- ATV Land - an unofficial fan site （页面存档备份，存于）
- Transdiffusion's AYTEEVEE （页面存档备份，存于）